# Штайнман, Хайнц
Ха́йнц Шта́йнман (нем. Heinz Steinmann; 1 февраля 1938, Эссен, Рейнская провинция — 21 марта 2023, Ахим, Нижняя Саксония) — западногерманский футболист, играл на позиции защитника.

## Биография

### Игровая карьера
В течение семи сезонов Штайнман играл за «Шварц-Вайс» из Эссена, с которым в 1959 году выиграл Кубок Германии.
В 1963 году перешёл в клуб Бундеслиги «Саарбрюккен», в котором отыграл один сезон. В 1964 году Штайнман перешёл в «Вердер», в составе которого отыграл шесть сезонов. Он был одним из ключевых игроков бременского клуба, с которым в 1965 году выиграл чемпионский титул. Всего за «музыкантов» сыграл в Бундеслиге 184 матча и забил 4 гола.

### Карьера в сборной
Штайнман дебютировал за сборную ФРГ 24 октября 1962 года в товарищеском матче против сборной Франции — тот матч закончился со счётом 2:2 и Штайнман в том матче забил гол. Всего за сборную ФРГ сыграл 3 матча.

### Смерть
Скончался 18 марта 2023 года в возрасте 85 лет.

## Достижения
«Шварц-Вайс»
- Обладатель Кубка Германии (1): 1958/59

«Вердер»
- Чемпион Германии (1): 1964/65